# Lupe Vélez

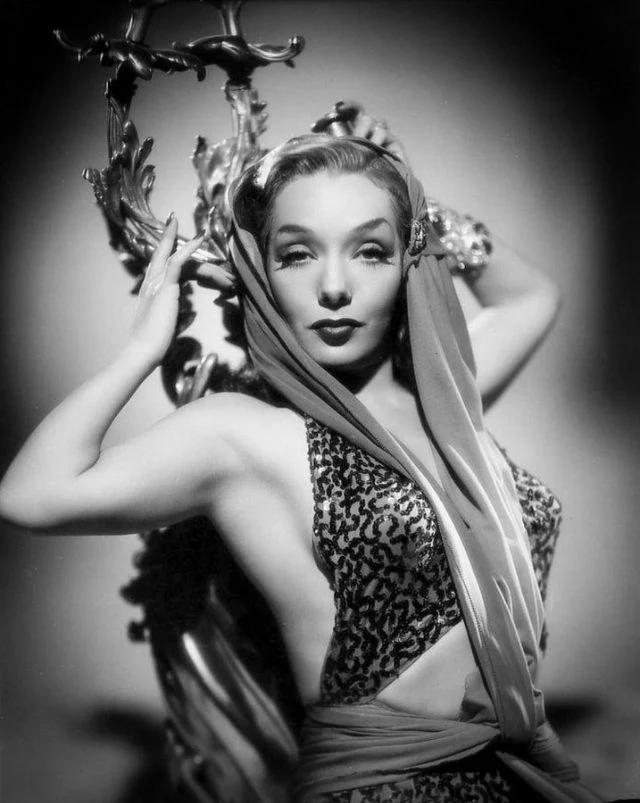
Lupe Vélez (1933)

Lupe Vélez (* 18. Juli 1908 in San Luis Potosí als María Guadalupe Vélez de Villalobos; † 13. Dezember 1944 in Beverly Hills, Kalifornien) war eine mexikanische Schauspielerin.

## Leben
Lupe Vélez begann ihre Karriere als Tänzerin und schaffte bald den Sprung in die USA. 1926 entdeckte sie der Produzent Hal Roach und gab ihr einige Statistenrollen in seinen Komödien, ehe sie 1927 durch ihren Auftritt als „feurige Señorita“ in Douglas Fairbanks, der Gaucho neben Douglas Fairbanks den Durchbruch schaffte. Im folgenden Jahr übernahm sie die Hauptrolle in David Wark Griffiths Adaption von Die Lady von der Straße und begann eine Affäre mit Gary Cooper, ihrem Partner aus Wolf Song, die für viele Schlagzeilen sorgte. 1928 wurde sie zu einem der WAMPAS Baby Stars gekürt. 
Den Umbruch vom Stummfilm zum Tonfilm schaffte sie im Gegensatz zu vielen anderen ausländischen Schauspielern relativ gut, und sie übernahm eine Rolle in The Squaw Man von Cecil B. DeMille. Schließlich erwies sich ihr starker Akzent doch als Hindernis, und ihre Karriere verebbte bis Mitte der 1930er Jahre. Während dieser Zeit sorgte Vélez hauptsächlich durch ihre leidenschaftliche Ehe mit Johnny Weissmüller für Schlagzeilen. 1939 schaffte sie ein Comeback: An der Seite von Leon Errol spielte sie in einer Reihe billig hergestellter, aber an den Kinokassen erfolgreicher Komödien, die das Studio RKO unter dem Titel Mexican Spitfire produzieren ließ. Bekannt wurde sie zudem für ihre Tit-for-Tat-Routine mit Laurel und Hardy im Film Hollywood Party (1934).
Lupe Vélez starb im Dezember 1944 im Alter von 36 Jahren durch Suizid mit einer Überdosis Schlaftabletten.

## Filmografie (Auswahl)
- 1927: What Women Did for Me (Kurzfilm)
- 1927: Laurel und Hardy: Sailors, Beware! (Sailors, Beware!)
- 1927: Douglas Fairbanks, der Gaucho (The Gaucho)
- 1928: Stand and Deliver
- 1929: Die Lady von der Straße (Lady of the Pavements)
- 1929: Wolf Song
- 1929: Where East Is East
- 1929: Tiger Rose
- 1930: Hell Harbor
- 1930: The Storm
- 1930: East Is West
- 1930: Oriente es Occidente
- 1931: Wo die Wolga fließt... (Resurrection)
- 1931: Resurrección
- 1931: The Squaw Man
- 1931: Das Mädel aus Havanna (The Cuban Love Song)
- 1932: Hombres de mi vida
- 1932: The Broken Wing
- 1932: Kongo
- 1932: The Half Naked Truth
- 1933: Hot Pepper
- 1933: Mr. Broadway
- 1934: Palooka
- 1934: Laughing Boy
- 1934: Strictly Dynamite
- 1934: Hollywood Party
- 1935: The Morals of Marcus
- 1936: Gypsy Melody
- 1937: High Flyers
- 1938: La zandunga
- 1938: Stardust
- 1939–1943: Mexican-Splitfire-Filmreihe (acht Filme)
- 1941: Six Lessons from Madame La Zonga
- 1941: Honolulu Lu
- 1943: Ladies’ Day
- 1943: Redhead from Manhattan
- 1944: Naná